# Women to drive

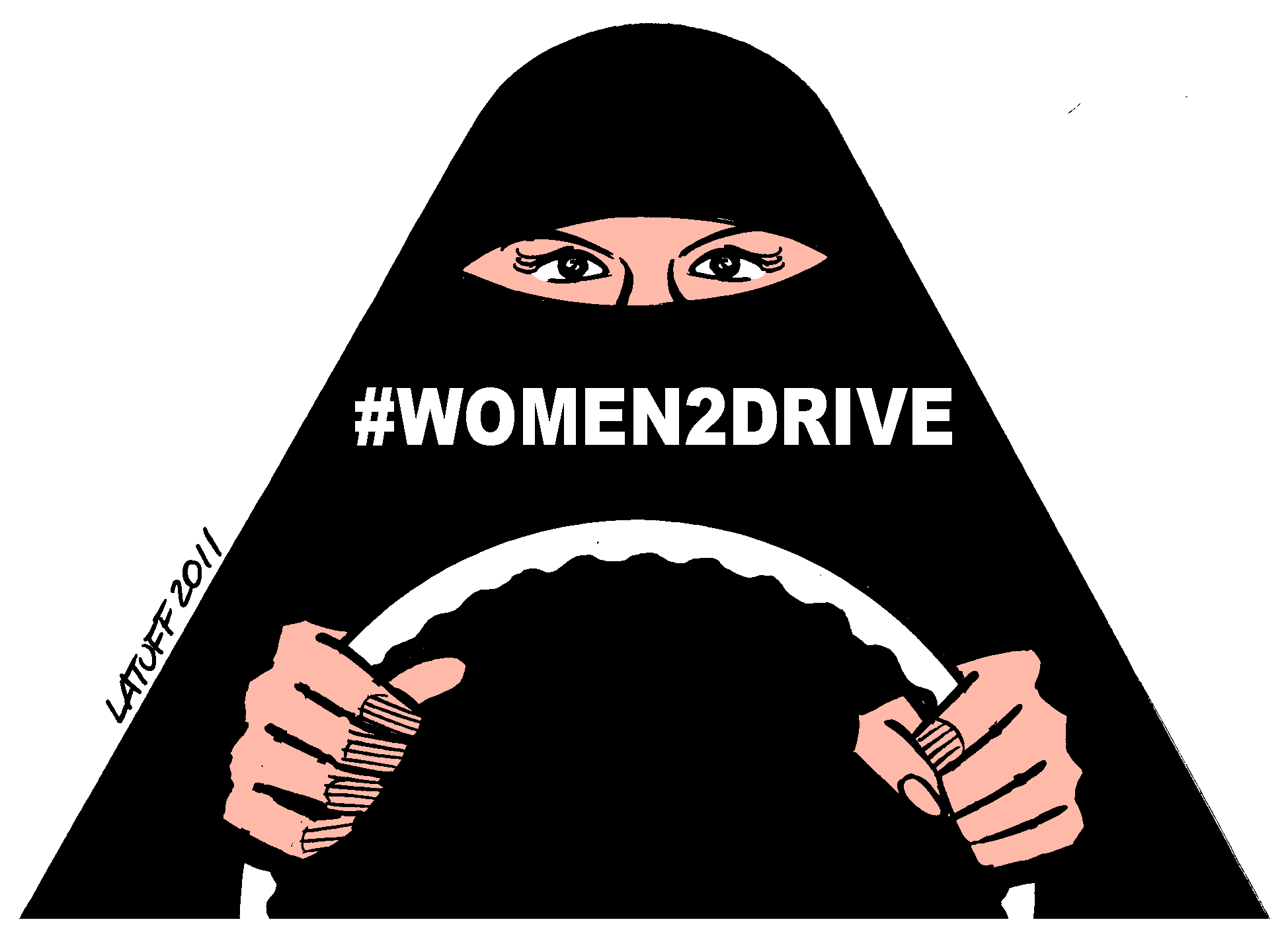
Disegno realizzato da Carlos Latuff

Women to drive (in arabo قيادة المرأة في السعودية‎? Qiyāda al-Marʾa fī l-Suʿūdiyya) è un movimento sociale delle donne saudite formatosi dagli anni '90 che chiede il diritto di guidare le auto.

## Storia
Fino al 26 settembre 2017, l'Arabia Saudita è stato l'unico paese al mondo in cui alle donne veniva proibito guidare veicoli a motore Il movimento Women to drive è una campagna di donne saudite, che nel loro paese hanno più diritti negati rispetto agli uomini, per la guida di veicoli a motore sulle strade pubbliche. Decine di donne che hanno partecipato al movimento a Riyadh nel 1990 sono state arrestate o hanno avuto i passaporti confiscati. Nel 2007, Wajeha al-Huwaider e altre donne hanno lanciato una petizione chiedendo al re Abd Allah il diritto per le donne di guidare e una pellicola realizzata per la Giornata internazionale della donna nel 2008 ha attirato l'attenzione dei media internazionali
.
Nel 2011, la primavera araba ha motivato alcune donne, tra cui Wajiha al-Huwayder e Manal al-Sharif, di intensificare la campagna di guida, quando sono state documentate, dal 17 giugno fino alla fine del mese una settantina di casi di donne alla guida. Alla fine di settembre, Shayma Jastaniyya è stata condannata a subire dieci frustate per la guida in Gedda, anche se la sentenza è stata poi annullata.
Due anni più tardi, un'altra campagna di sfida del divieto ha stabilito il 26 ottobre 2013 come data di inizio per la guida delle donne. Tre giorni prima, in una "rideterminazione rara ed esplicita del divieto", un portavoce del ministero dell'Interno ha avvertito che "alle donne in Arabia è vietata la guida e le leggi saranno applicate contro i trasgressori e coloro che si dimostrano di supporto". I dipendenti del ministero hanno avvertito individualmente i leader della campagna di non guidare il 26 ottobre, istituendo dei blocchi stradali della polizia saudita nella capitale per verificare la presenza di donne al volante. Il 26 settembre 2017, il re Salman ha emesso un decreto reale per consentire alle donne di guidare in Arabia Saudita che non ha invece effetto immediato. Le nuove linee guida saranno attuate dal giugno dell'anno successivo, il 2018.

## Disegni della campagna

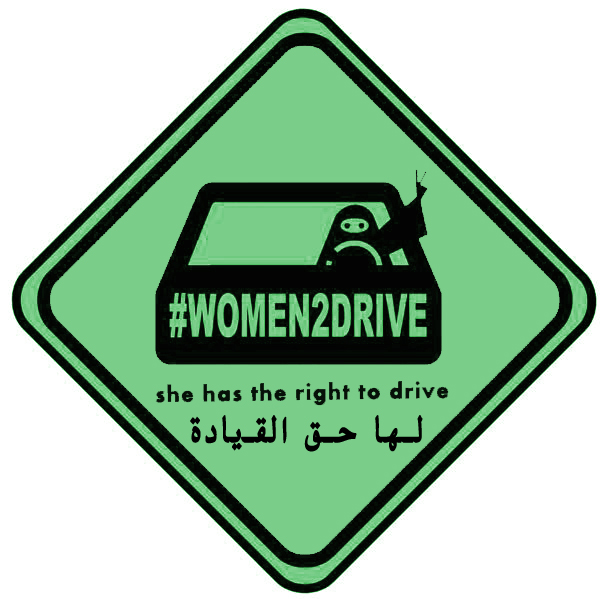
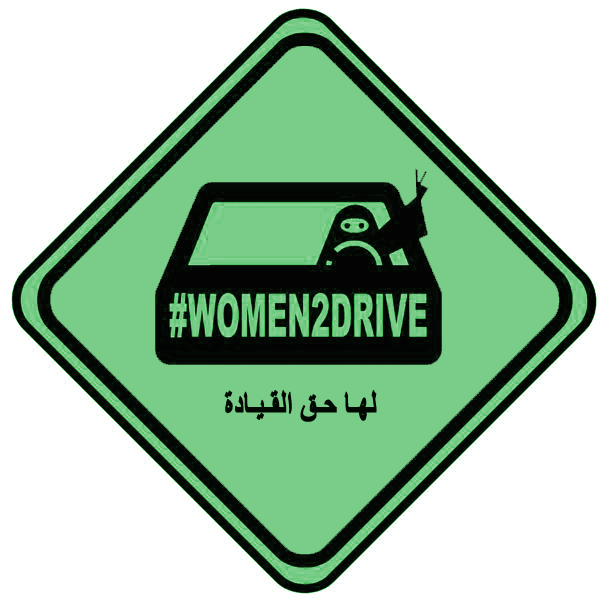
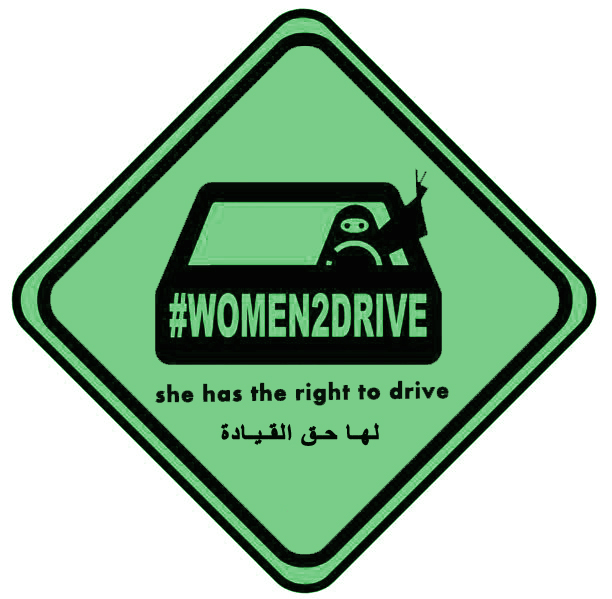
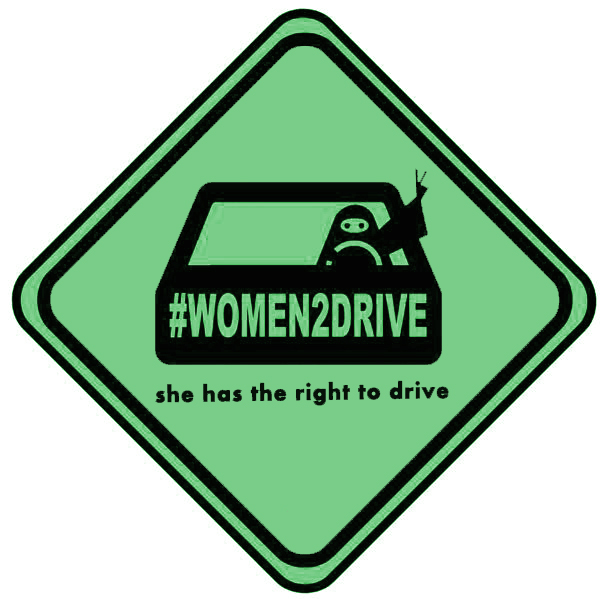
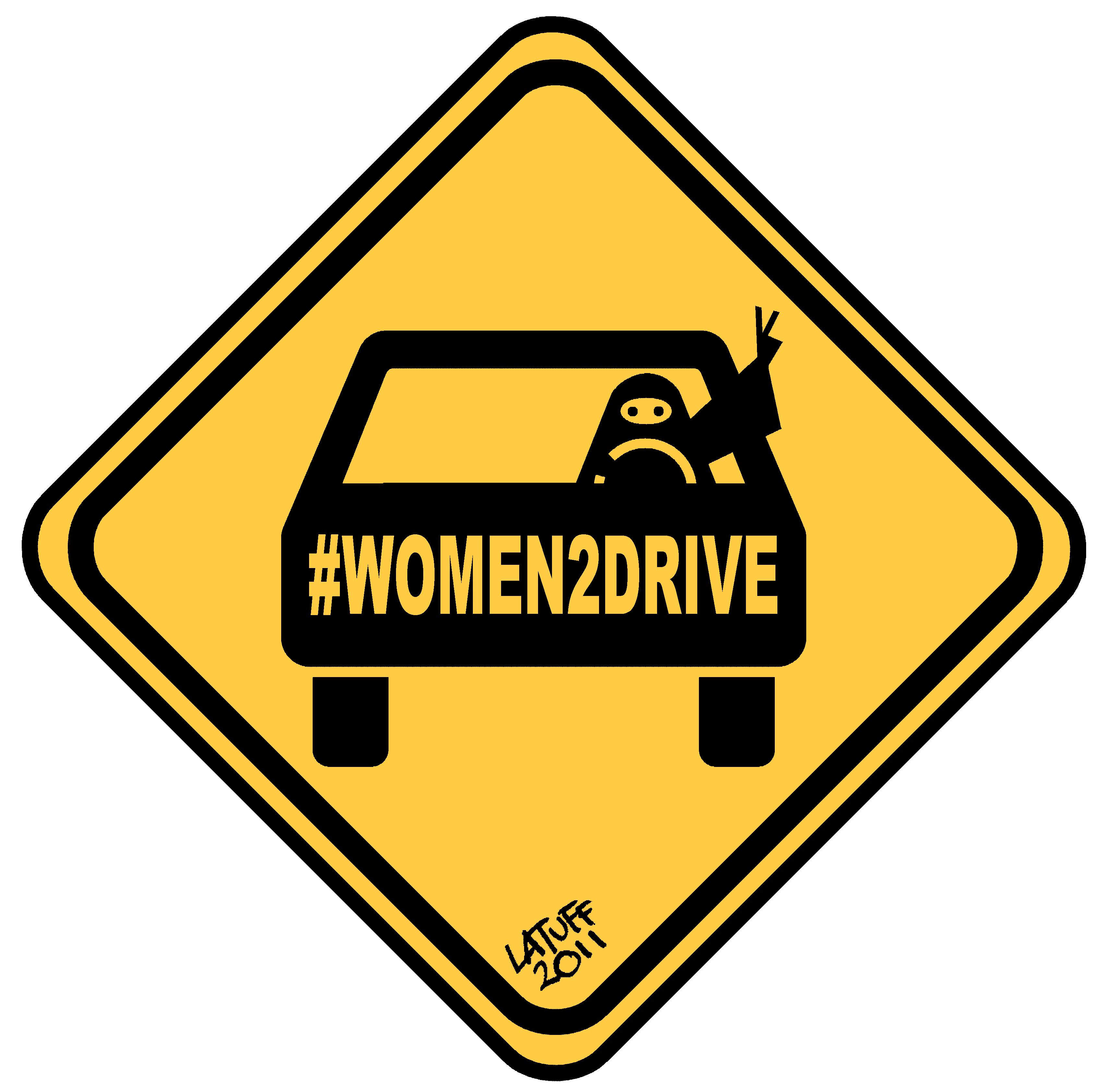
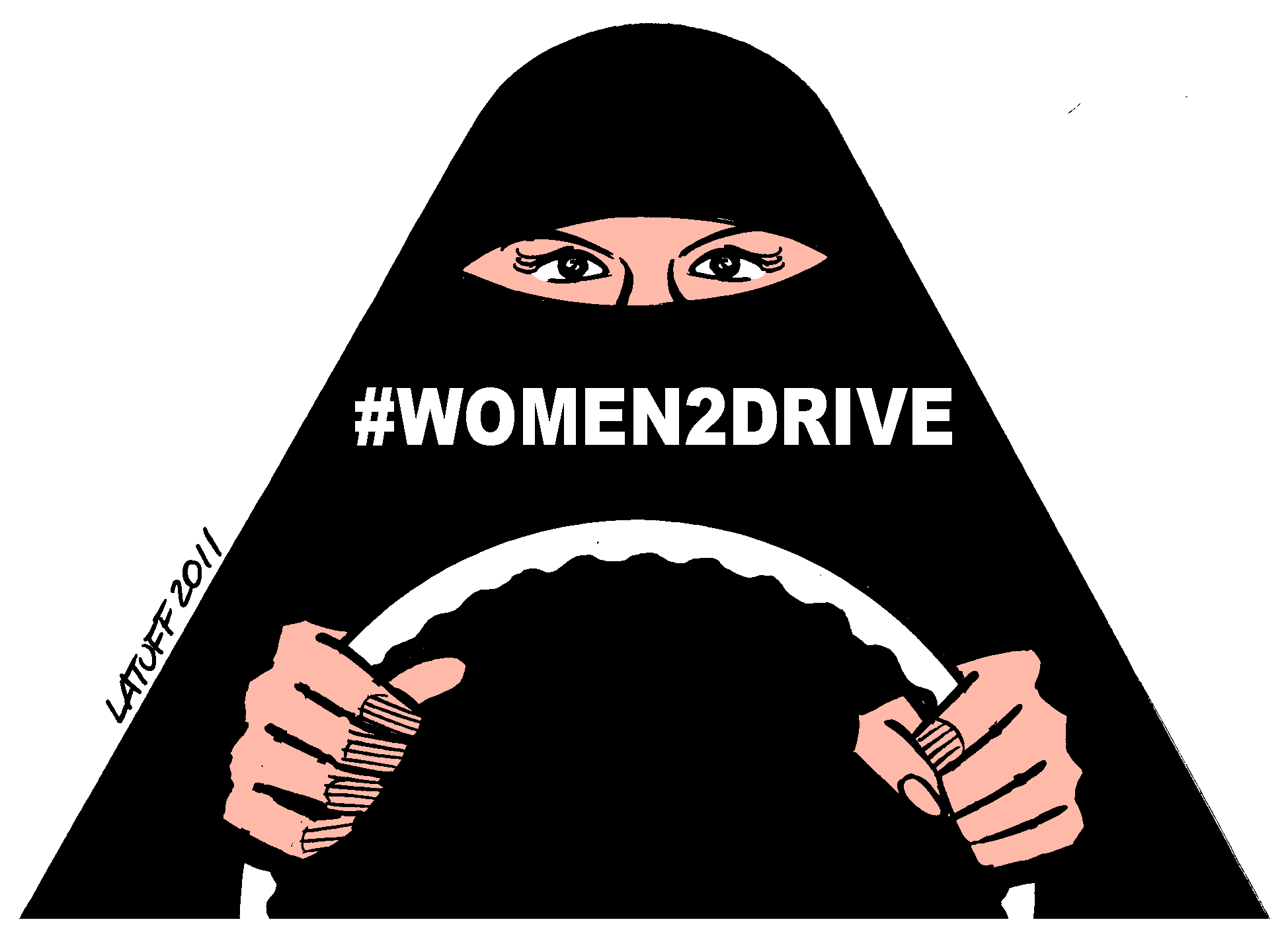
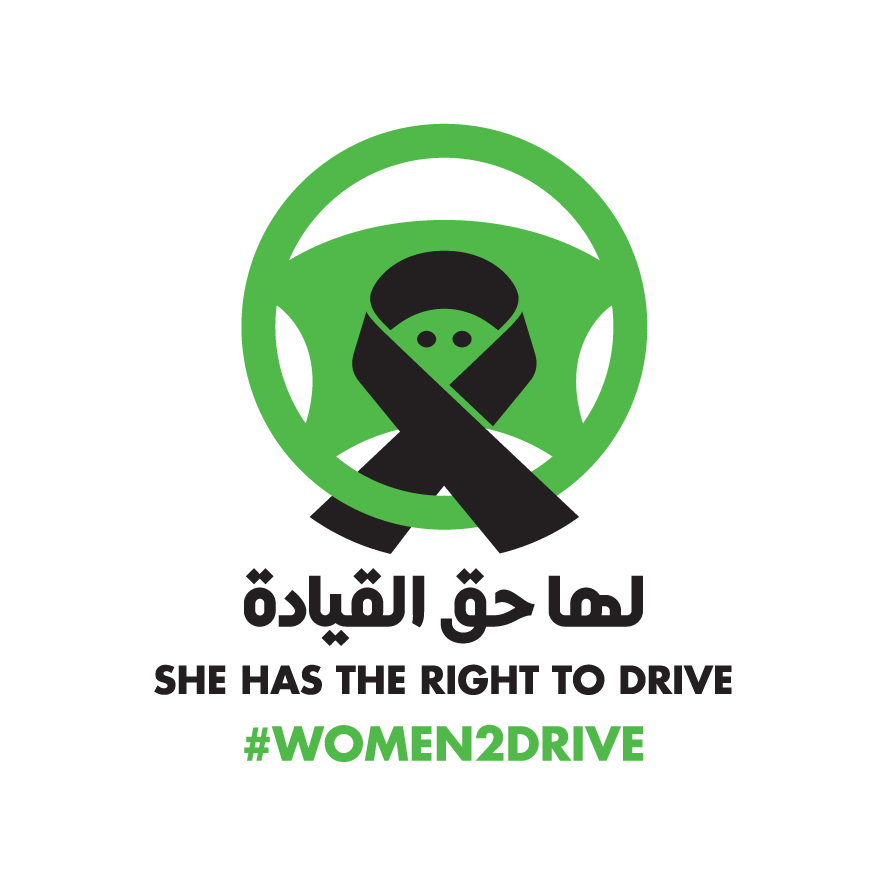